# Citromtorkú ausztrálposzáta
A citromtorkú ausztrálposzáta (Sericornis citreogularis) a madarak osztályának verébalakúak (Passeriformes) rendjében az ausztrálposzáta-félék (Acanthizidae) családjába tartozó faj.
A magyar név forrással nincs megerősítve.

## Rendszerezése
A fajt John Gould angol ornitológus írta le 1924-ben. Egyes szervezetek a Neosericornis nembe sorolják Neosericornis citreogularis néven.

## Alfajai
- Sericornis citreogularis cairnsi Mathews, 1912
- Sericornis citreogularis intermedius Mathews, 1912
- Sericornis citreogularis citreogularis Gould, 1838

## Előfordulása
Két különálló populációja közül az egyik Ausztrália északkeleti, a másik délkeleti részén honos. Természetes élőhelyei szubtrópusi és trópusi síkvidéki esőerdők és mérsékelt övi erdők. Állandó, nem vonuló faj.

## Megjelenés
Testhossza 19-22 centiméter, testtömege 17 gramm. A hím fekete, a tojó barna álarcot visel. Mindkét nemnek fehér szemöldöksávja és sárga torka van.

## Életmódja
Magokkal és rovarokkal táplálkozik, melyet a talajon keresgél.

## Szaporodása
Szaporodási időszaka augusztustól februárig tart. Fészekalja 2-4 tojásból áll.

## Természetvédelmi helyzete
Az elterjedési területe nagyon nagy, egyedszáma pedig stabil. A Természetvédelmi Világszövetség Vörös listáján nem fenyegetett fajként szerepel.